# FGF6
El factor de crecimiento de fibroblastos 6 es una proteína que en humanos está codificada por el gen FGF6 .
La proteína codificada por este gen es miembro de la familia del factor de crecimiento de fibroblastos (FGF). Los miembros de la familia FGF poseen amplias actividades mitogénicas y de supervivencia celular, y están involucrados en una variedad de procesos biológicos, incluido el desarrollo embrionario, el crecimiento celular, la morfogénesis, la reparación de tejidos y el crecimiento tumoral. Este gen mostró actividad transformadora oncogénica cuando se transfectó en células de mamífero. El homólogo de ratón de este gen exhibe un perfil de expresión restringido predominantemente en el linaje miogénico, lo que sugiere un papel en la regeneración o diferenciación muscular.